# Piers Anthony
Piers Anthony Dillingham Jacob (6 de agosto de 1934, Oxford, Inglaterra) es un escritor de ciencia ficción y fantasía, cuyo seudónimo es Piers Anthony.
Ha escrito varias novelas e historias cortas, pero es conocido por sus libros, especialmente por la serie de ciencia ficción sobre el universo de Xanth. Muchos de sus libros han aparecido en la lista de los más vendidos del New York Times. Unos de sus mayores logros ha sido publicar un libro para cada letra del alfabeto, desde Anthonology a Zombie Lover.

## Biografía
La familia de Anthony emigró a los Estados Unidos desde Gran Bretaña cuando éste era niño. Se convirtió en ciudadano naturalizado a los veinte años de edad. Tras dos años de servicio militar, enseñó brevemente en una escuela pública antes de convertirse en escritor a tiempo completo.
Anthony estuvo brevemente incluido en la Lista Negra, y por ello cree un deber ayudar a los aspirantes a escritores a evitar las casas editoriales tradicionales y su dominio en la industria.
En muchas ocasiones ha cambiado de un editor a otro (llevándose de paso una serie de éxito), cuando ha sentido que los redactores trataban de forzar indebidamente con su trabajo. Incluso ha demandado a editores por falsa contabilidad, ganado los juicios.
Mantiene una encuesta sobre editores en Internet, como un medio más de apoyar a los aspirantes a escritor. Por este servicio ha ganado el Special Recognition for Service to Writers de Preditors and Editors, una guía para autores de editores y casas editoriales.
Durante un tiempo fue socio capitalista de una editorial por Internet que ha sido adquirida por Random House. Además de su granja de silvicultura, Ha sido socio capitalista de empresas especializadas en tecnologías sobre alimentación vegetariana.
Muchas de sus novelas populares han sido consideradas para hacer una película, aunque ninguna se ha llevado a fin. No obstante, sí se ha hecho un videojuego.
Las novelas de Piers Anthony terminan generalmente con un largo capítulo de Nota del Autor, en el que habla de sí mismo, su vida, sus experiencias y como se relacionaron con el proceso de escribir la novela. Mantiene a menudo correspondencia con los lectores y cualquier hecho del mundo real puede influenciaran en la novela. Anthony reside con su esposa en una granja de árboles que posee en Florida.
En 1968 recibió una nominación al premio Hugo a la mejor novela por Chthon (Ballantine, 1967), mientras que en 1970, recibió dos nominaciones al mismo galardón, uno en la categoría al mejor escritor aficionado y otra a la mejor novela por Macroscope (Avon, 1969).

## Obras

### Series
- Apprentice Adept
  1. Split Infinity (1980)
  2. Blue Adept (1981)
  3. Juxtaposition (1982)
  4. Out of Phaze (1987)
  5. Robot Adept (1988)
  6. Unicorn Point (1989)
  7. Phaze Doubt (1990)

- Aton
  1. Chthon (1967, primera novela publicada, nominada a los premios Hugo y Nébula)
  2. Phthor (1975)

Con permiso de Anthony, Charles Platt escribe dos libros posteriores en la serie, Plasm (1987) y Soma (1988).
- Battle Circle
  1. Sos the Rope (1968)
  2. Var the Stick (1972)
  3. Neq the Sword (1975)

- Bio of a Space Tyrant
  1. Refugee (1983)
  2. Mercenary (1984)
  3. Politician (1985)
  4. Executive (1985)
  5. Statesman (1986)
  6. The Iron Maiden (2001)

- ChroMagic series
  1. Key to Havoc (2002)
  2. Key to Chroma (2003)
  3. Key to Destiny (2004)
  4. Key to Liberty (in progress)
  5. Key to Survival (proposed)

- Cluster
  1. Cluster (1977, también conocida como Vicinity Cluster en la edición británica)
  2. Chaining the Lady (1978)
  3. Kirlian Quest (1978)
  4. Thousandstar (1980)
  5. Viscous Circle (1982)

- Geodyssey
  1. Isle of Woman (1993)
  2. Shame of Man (1994)
  3. Hope of Earth (1997)
  4. Muse of Art (1999)
  5. Climate of Change (inacabada)

- Incarnations of Immortality 
  1. On a Pale Horse (1983)
  2. Bearing an Hourglass (1984)
  3. With a Tangled Skein (1985)
  4. Wielding a Red Sword (1986)
  5. Being a Green Mother (1987)
  6. For Love of Evil (1988)
  7. ...And Eternity (1990)
  8. Under a Velvet Cloak (propuesta)

- Of Man and Manta
  1. Omnivore (1968)
  2. Orn (1970)
  3. Ox (1976)

- Mode
  1. Virtual Mode (1991)
  2. Fractal Mode (1992)
  3. Chaos Mode (1993)
  4. DoOon Mode (2001)

- Tarot (Anthony afirma que la escribió como una sola novela, pero se dividió debido a la longitud.)
  1. God of Tarot (1977)
  2. Vision of Tarot (1980)
  3. Faith of Tarot (1980)

La Serie del Tarot está en continuidad con Cluster que tiene lugar décadas después.
- Xanth - Su serie más extensa con 31 novelas y subiendo...
  1. A Spell for Chameleon
  2. The Source of Magic
  3. Castle Roogna
  4. Centaur Aisle
  5. Ogre, Ogre
  6. Night Mare
  7. Dragon on a Pedestal
  8. Crewel Lye
  9. Golem in the Gears
  10. Vale of the Vole
  11. Heaven Cent
  12. Man from Mundania
  13. Isle of View
  14. Question Quest
  15. The Color of Her Panties
  16. Demons Don't Dream
  17. Harpy Thyme
  18. Geis of the Gargoyle
  19. Roc and a Hard Place
  20. Yon Ill Wind
  21. Faun & Games
  22. Zombie Lover
  23. Xone of Contention
  24. The Dastard
  25. Swell Foop
  26. Up In A Heaval
  27. Cube Route
  28. Currant Events
  29. Pet Peeve
  30. Stork Naked
  31. Air Apparent

### Novelas sueltas
- Macroscope (1969, nominada en 1970 al Hugo)
- Hasan (1969, revisada en 1977)
- Prostho Plus (1971)
- Race Against Time (1973)
- Rings of Ice (1974)
- Triple Detente (1974)
- But What of Earth? ("Colaboración" con Robert Coulson, 1976; republicado el original de Anthony con anotaciones en 1989. Ver abajo.)
- Steppe (1976)
- Mute (1981) (se planeó una secuela llamada "Moot", con extensas notas. Por desgracia se perdieron las notas y la secuela no se ha escrito.)
- Anthonology (1985, colección de relatos cortos)
- Ghost (1986)
- Shade of the Tree (1986)
- Pornucopia (1989)
- Total Recall (1989) (novelización del guion de Total Recall, película a su vez basada en el cuento de Philip Dick We Can Remember It For You Wholesale, publicado en español como Usted lo recordará perfectamente)
- Hard Sell (1990)
- Firefly (1990)
- Balook (1990)
- Tatham Mound (1991)
- MerCycle (1991)
- Alien Plot (1992, recopilación de relatos cortos)
- Killobyte (1993)
- Volk (1996)
- Realty Check (1999)
- The Magic Fart (2003)

### Trabajos autobiográficos
- Bio of an Ogre (1988, a la edad de 50)
- How Precious was that While (2001, a la ead de 65)
- Letters to Jenny -- La madre de Jenny, una fan adolescente, escribe a Piers Anthony acerca de su hija, víctima de un conductor borracho, paralizada y en coma. La madre esperaba que leerla las cartas de su autor favorito, colaboraría a sacarla del coma. Anthony la escribió constantemente, durante mucho tiempo, incluso dando su nombre a un personaje de Xanth. Jenny salió del coma, pero sigue paralizada y tiene dificultades para comunicarse. Este libro es una colección de las cartas del primer año de correspondencia.

### Colaboraciones
- The Ring (1968, con Robert E. Margroff)
- The ESP Worm (1970, con Robert E. Margroff)
- Pretender (1979, con Frances Hall)
- Through the Ice (1989, con Robert Kornwise, póstumo -- Kornwise era un estudiante de escuela secundaria que murió trágicamente. Sus amigos enviaron el manuscrito inacabado a Piers Anthony rogándole que lo terminara para conseguir el sueño de su amigo. Para cerciorarse de que fuera un tributo adecuado, Piers Anthony se aseguró de que fuera impreso en papel libre de ácido, pese al sobrecoste.)
- Dead Morn (1990, con Roberto Fuentes)
- The Caterpillar's Question (1992, con Philip José Farmer) -- Esta colaboración es realmente el fruto de otro proyecto. La idea original propuesta por un redactor era tener un libro donde cada capítulo fuera escrito por un autor diferente. El proyecto se abandonó, pero Piers Anthony y Philip José Farmer decidieron más adelante llevarlo a cabo, sin revelar quién escribió qué capítulos.
- If I Pay Thee Not in Gold (1993, con Mercedes Lackey)
- The Willing Spirit (1996, con Alfred Tella)
- Spider Legs (1998, con Clifford A. Pickover)
- Quest for the Fallen Star (1998, con James Richey y Alan Riggs)
- Dream a Little Dream (1999, con Julie Brady)
- The Gutbucket Quest (2000, con Ron Leming)
- The Secret of Spring (2000, con Jo Anne Taeusch)

Kelvin of Rud series (con Robert E. Margroff)
- Dragon's Gold (1987)
- Serpent's Silver (1988)
- Chimaera's Copper (1990)
- Orc's Opal (1990)
- Mouvar's Magic (1992)

Jason Striker series (con Roberto Fuentes)
- Kiai! (1974)
- Mistress of Death (1974)
- Bamboo Bloodbath (1974)
- Ninja's Revenge (1975)
- Amazon Slaughter (1976)
- Curse of the Ninja (1976)